# Falcatula cymatodes
Falcatula cymatodes is een vlinder uit de familie van de pijlstaarten (Sphingidae). De wetenschappelijke naam van de soort werd in 1912 gepubliceerd door Lionel Walter Rothschild & Heinrich Ernst Karl Jordan.